# Joan Dant
Joan Dant (Spitalfields, 1631–1715) fue una vendedora ambulante inglesa. Nacida en Spitalfields, en el East End de Londres, se casó con un tejedor. Tras la muerte prematura de su marido, se vio obligada a convertirse en buhonera, vendiendo bienes a amistades cuáqueras en los alrededores de Londres. Gracias a su frugalidad y buen sentido de negocios, se convirtió en una rica comerciante, dejando £9,150 (equivalente a cerca de £1,441,000 en 2019) en sus testamento cuando murió en 1715. Dant ahora es considerada como una de las pocas mujeres empresaria que negociaron previo a la Revolución Industrial.

## Biografía

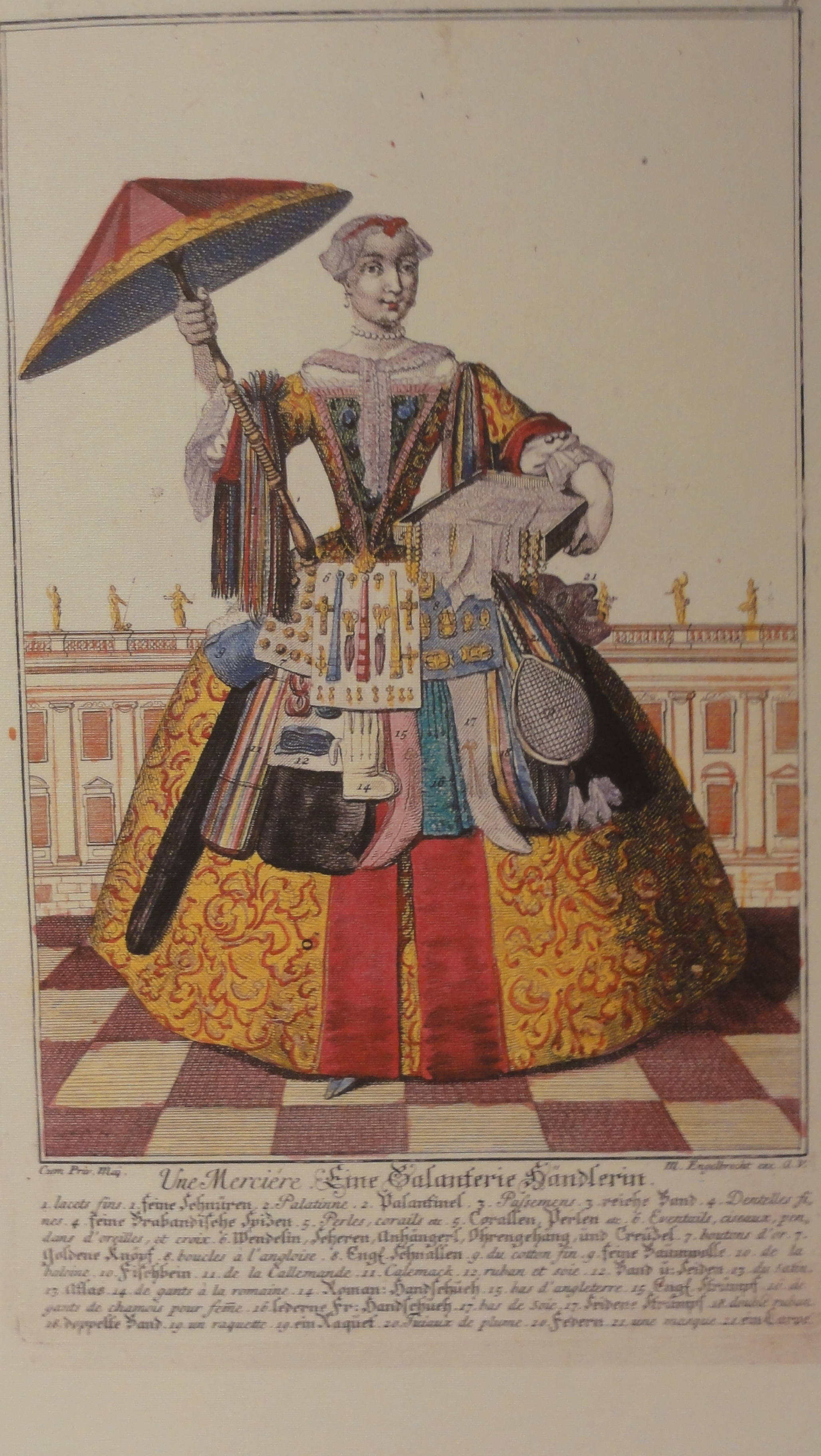
Una buhanera con sus productos

Hay pocos detalles sobre los primeros años de Dant. Nació en 1631, en Spitafields, en el East End de Londres, y se casó con un tejedor.
Tras la muerte prematura de su marido, Dant se vio obligada a convertirse en buhonera para poder sobrevivir. Llevando productos a la espalda, vendía mercería y calcetería, principalmente en el campo alrededor de Londres. Fue una cuáquera íntegra y por lo tanto podía venderle a sus amistades. Su negoció incrementó y como permaneció frugal, Dant tenía suficiente dinero para poder empezar a negociar para bienes del extranjero, convirtiéndose en una comerciante exitosa. En 1711, fue invitada a unirse al Encuentro mensual de las mujeres de los cuáqueros en Londres.
Dant murió en 1715, a la edad de 84 años. Al momento de hacer su testamento, tenía más de £9,000. Dio algunos de sus ahorros a la Reunión Anual de Londres de los Cáqueros y sus asistentes más pobres, diciendo "Lo conseguí de los ricos y me propongo dejárselo a los pobres". Luego de su muerte, sus albaceas establecieron el monto de £9,150 (equivalente a cerca de £1,441,000 en 2019). Vendieron el resto el resto del inventario de su tienda de medias y guantes de seda y seda cruda por £123.45, su plato de plata por £16 y otros artículos para el hogar por £70.: 46  Dant también había dejado £2,581 en efectivo, £1,000 de acciones en una mina de plomo, inversiones en cinco barcos comerciales y £4,375 en otras acciones y anualidades, incluyendo bonos de la Compañía Británica de las Indias Orientales.: 49 
Dant fue enterrada en el cementerio cuáquero en los valles Bunhill en Londres.

## Legado
De acuerdo al Oxford Dictionary of National Biography, Dant es considerada como "un raro ejemplo de una mujer capitalista antes de la Revolución Industrial". Habiendo dado £110 a los pobres y £1800 a organizaciones cuáqueras, creó un fondo para ayudar a cuáqueros pobres, el cual estaba todavía dando becas de menos de £2 (equivalente a cerca de £201 en 2019) a individuos merecedores en 1844.